# MSC Concordia Bohnental
MSC Concordia Bohnental ist ein deutscher Beach Soccer Club aus Scheuern im Landkreis St. Wendel. Heimstätte der Nordsaarländer ist das Stadion Haustersheck. Der MSC Concordia Bohnental ist eines von sechs Gründungsmitgliedern der im Jahre 2013 neu geschaffenen Champions Trophy des Deutschen Beach Soccer Verbandes (DBSV).

## Geschichtliche Entwicklung
Der MSC Concordia Bohnental wurde als Sparte des SV Scheuern e. V. (Nord-Saarland) im Frühjahr 2011 gegründet. Der Vereinsname Bohnental ergibt sich aus dem Einzugsgebiet der Spieler aus Scheuern, Überroth, Neipel und Lindscheid. Der Zusatz MSC steht für Multi Soccer Club, da der Verein neben Beach Soccer auch andere Sportarten wie z. B. Futsal ausübt. Entstanden ist die Mannschaft aus den zwei Thekenmannschaften BSC Heide und der Trümmertruppe.
Zum Beach Soccer kam das Bohnental durch Spieler Adrian Harasimiuc, der schon früh bei der Organisation der ersten Beach Soccer Turniere im Saarland mitwirkte. Dort entdeckte er seine Begeisterung für diesen Sport, konnte schnell Freunde und Vereinskollegen mobilisieren und so den Beach Soccer Sport im Nordsaarland etablieren. Anfang 2013 hat die erste saarländische Nachwuchsmannschaft, die „Junior Squad“ des MSC, den Trainingsbetrieb aufgenommen.
Im Jahr 2012 konnte der MSC Concordia Bohnental den Titel des Deutschen Vize Meisters gewinnen. Mit Elvis Eckardt konnte sich der Verein im Jahr 2013 auf der Torwartposition personell verstärken.
Im Jahr 2014 konnte der MSC Concordia Bohnental erstmals die Saarlandmeisterschaft gewinnen.
Durch den Bau des multifunktionalen Beach Platzes im Jahr 2009, hat der SV Scheuern seine Breitensportsparte ausgeweitet und ist damit fester Standort der offiziellen Saarland Meisterschaften des Deutschen Beach Soccer Verbandes. Der frei zugängliche Beachplatz wird von Mannschaften aus dem ganzen Saarland genutzt und soll in Zukunft auch weitere Sportarten, wie Beachvolleyball und Beachhandball ermöglichen.
Das Team setzt sich aus Spielern verschiedener Vereine zusammen. Gleich im ersten Jahr gelang es dem Team, sich für die Deutsche Meisterschaft in Bosen zu qualifizieren. Der Verein erreichte dort das Achtelfinale.
Mit Adrian Harasimiuc und Elvis Eckardt stellt die Concordia derzeit zwei DBSV-Nationalspieler.

## Jugendfußball
Der MSC Concordia Bohnental stellt neben zwei aktiven Herrenmannschaften auch ein Juniorenteam im U16- und U18-Bereich. Die Junior Squad hat im Sommer 2013 erstmals an einem Beach Soccer Turnier teilgenommen.

## Erfolge
- 2011 Achtelfinale Deutsche Meisterschaft in Bosen, Saarland.
- 2012 Deutscher Vize-Meister in Bosen, Saarland.
- 2013 2. Platz Beach Soccer Masters in Scheuern, Saarland. (Vize-Saarlandmeister)
- 2013 Halbfinale Deutsche Meisterschaft in Saarlouis (4. Platz)
- 2013 Teilnahme an der 1. Champions Trophy des Deutschen Beach Soccer Verbandes (6. Platz)
- 2014 1. Platz Beach Soccer Masters in Scheuern, Saarland. (Saarlandmeister)

## Champions Trophy Teilnahmen
| Ort       | Jahr      | Runde        | Position | Gewonnen | Gewonnen aet/pso | Verloren | Erzielte Tore | Gegentore | - Differenz +/- |
| --------- | --------- | ------------ | -------- | -------- | ---------------- | -------- | ------------- | --------- | --------------- |
| Saarlouis | 2013/2014 | Gruppenphase | 6        | 1        | 0                | 2        | 9             | 16        | −7              |
| Saarlouis | 2014/2015 | Gruppenphase | 6        | 2        | 0                | 5        | 25            | 38        | −13             |